# Distrito de Lamas
El distrito de  Lamas es uno de los que componen  la provincia de Lamas, ubicada en el departamento de San Martín en. Norte del Perú.
Desde el punto de vista jerárquico de la Iglesia católica forma parte de la  Prelatura de Moyobamba, sufragánea de la Metropolitana de Trujillo y  encomendada por la Santa Sede a la Archidiócesis de Toledo en España.

## Geografía
La capital se encuentra situada a 809 m s. n. m.

## Geografía humana
En este distrito de la Amazonia peruana habita la etnia Quechua, grupo Quechua Lamista, autodenominado Llacuash

## Autoridades

### Municipales
- 2019 - 2022[4]
  - Alcalde: Onésimo Huamán Daza, de Alianza para el Progreso.
  - Regidores:

  1. Sonia Cristina Linares Dávila (Alianza para el Progreso)
  2. Herman Lozano Coral (Alianza para el Progreso)
  3. Paul Alan Reátegui Sandoval (Alianza para el Progreso)
  4. Cresencio García Flores (Alianza para el Progreso)
  5. Ramiro Sánchez Muñoz (Alianza para el Progreso)
  6. Margolith Amasifuen Sangama (Alianza para el Progreso)
  7. Ivonne Saavedra Mori de Moreno (Fuerza Comunal)
  8. María de Jesús Philipps Tafur (Acción Regional)
  9. Karen Carolina Saavedra Benzaquen (Nueva Amazonía)